# Cantone di Hénin-Beaumont-2
Il Cantone di Hénin-Beaumont-2 è una divisione amministrativa dell'Arrondissement di Lens.
È stato costituito a seguito della riforma approvata con decreto del 24 febbraio 2014, che ha avuto attuazione dopo le elezioni dipartimentali del 2015.

## Composizione
Comprende parte della città di Hénin-Beaumont e i 5 comuni di:
- Courcelles-lès-Lens
- Drocourt
- Évin-Malmaison
- Leforest
- Noyelles-Godault